# 1586

## Починали
- 18 януари – Маргарита Пармска, херцогиня на Парма
- 20 септември – Чидиок Тикборн, английски поет и конспиратор
- 17 октомври – Филип Сидни, английски поет